# Chaupal
Chaupal es un pueblo y nagar Panchayat  situado en el distrito de Shimla,  en el estado de Himachal Pradesh (India). Su población es de 1851 habitantes (2011). 

## Demografía
Según el censo de 2011 la población de Chaupal era de 1851 habitantes, de los cuales 1032 eran hombres y 819 eran mujeres. Chaupal tiene una tasa media de alfabetización del 89,46%, superior a la media estatal del 82,80%: la alfabetización masculina es del 90,70%, y la alfabetización femenina del 87,89%.